# Hakaniemi (metrostation)
Hakaniemi (Zweeds: Hagnäs) is een station van de metro van Helsinki.
Het station, ontworpen door Jouko Kontio en Seppo Kilpiä, is geopend op 1 juni 1982. Het ligt 900 meter ten noordoosten van het metrostation van Universiteit van Helsinki. Het volgende station op de lijn richting de oostelijke voorsteden is Sörnäinen dat opnieuw 900 meter verder ligt.
Het station is ontworpen als overstappunt op de Kaupunkirata die een keerlus onder het centrum zou krijgen.  
Het metrostation was de achtergrond voor een groot deel van de videoclip van het nummer Freestyler van de Finse groep Bomfunk MC's.
Kivenlahti · 
Espoonlahti · 
Soukka · 
Kaitaa · 
Finnoo · 
Matinkylä ·
Niittykumpu ·
Urheilupuisto ·
Tapiola ·
Aalto-yliopisto ·
Keilaniemi ·
Koivusaari ·
Lauttasaari ·
Ruoholahti ·
Kamppi ·
Rautatientori ·
Helsingin yliopisto ·
Hakaniemi ·
Sörnäinen ·
Kalasatama ·
Kulosaari ·
Herttoniemi ·
Siilitie · 
Itäkeskus
Noordelijke tak:
Myllypuro ·
Kontula ·
Mellunmäki
Oostelijke tak:
Puotila ·
Rastila ·
Vuosaari